# Lindemann–Weierstrass-tétel
A Lindemann–Weierstrass tétel kimondja, hogy az Euler-féle szám, más néven az e szám transzcendens. A tétel bizonyítható az e szám irracionális voltának bizonyításához hasonló módon.
Az α valós szám erősen approximálható, ha minden ε>0-hoz van u és v egész szám, és egy |δ| < ε szám, hogy {\displaystyle \alpha ={\frac {v+\delta }{u}}.}
Minden ilyen α valós szám irracionális. Fordítva ez az összefüggés nem teljesül, mivel az ilyen számok megszámlálhatóan sokan vannak.
A tétel bizonyítása szimultán approximálja az e számot és annak pozitív egész kitevős hatványait, az irracionalitás bizonyításához hasonló ellentmondásra jut az e szám minimálpolinomjával kapcsolatban.

## A bizonyítás vázlata
- Feltesszük indirekt, hogy az e szám algebrai, és minimálpolinomját jelöljük t-vel:

{\displaystyle t=c_{0}+c_{1}x+c_{2}x^{2}+\dots +c_{m}x^{m}},
ahol {\displaystyle c_{0}} és {\displaystyle c_{m}} egyike sem nulla, hiszen t irreducibilis.
- Szimultán erősen approximáljuk az e szám hatványait, vagyis adott ε-hoz keresünk {\displaystyle u,u_{1},u_{2},\dots ,u_{m}} egészeket, hogy

{\displaystyle e^{k}={\frac {u_{k}+\varepsilon _{k}}{u}}}
minden 1 ≤ k ≤ m -re.
- Az approximáció eredményét behelyettesítve

{\displaystyle 0=t(e)=c_{0}+c_{1}{\frac {u_{1}+\varepsilon ^{1}}{u}}+c_{2}{\frac {u_{2}+\varepsilon ^{2}}{u}}+\dots +c_{m}{\frac {u_{m}+\varepsilon ^{m}}{u}}}
Átrendezve
{\displaystyle (c_{0}u+c_{1}u_{1}+\dots +c_{m}u_{m})+(c_{1}\varepsilon ^{1}+c_{2}\varepsilon ^{2}+\dots +c_{m}\varepsilon ^{m})=0.}
- Az így kapott összeg első tagja egész. Elég azt belátnunk, hogy a második tag abszolút értékben {\displaystyle {\frac {1}{2}}}-nél kisebb. Ellentmondás.

## Lemmák
1. Minden k ≥ 0 egészhez vannak gk és hk polinomok, hogy
{\displaystyle \int _{0}^{r}x^{k}e^{-x}\operatorname {d} x=k!-e^{-r}g_{k}(x)}
és
{\displaystyle \int _{0}^{r}(x-r)^{k}e^{-x}\operatorname {d} x=h_{k}(r)-k!e^{-r}}.
2. Minden f(x) polinomhoz egyértelműen van egy u valós szám és egy g(x) polinom, hogy
{\displaystyle \int _{0}^{r}f(x)e^{-x}\operatorname {d} x=u-e^{-r}g(r)}
minden valós r számra.
3. Legyen az f(x) polinom a következő:
{\displaystyle f={\frac {x^{p-1}}{(p-1)!}}(x-1)^{p}(x-2)^{p}\dots (x-m)^{p}}.
Jelölje ezután u és g(x) a 2. lemma szerint az ehhez az f(x)-hez tartozó u-t és g(x)-et! Legyen továbbá ur=g(r) és {\displaystyle \varepsilon _{r}=<\int _{0}^{r}f(x)e^{-x}\operatorname {d} x}!
Ezekkel a jelölésekkel ha átírjuk az f(x) polinomot (x-r) hatványai szerint:
{\displaystyle f={\frac {1}{(p-1)!}}(d_{0}(r)+d_{1}(r)(x-r)+\dots d_{n}(x-r)^{n})}
akkor d0(r)=d1(r)=…=0.
4. (a) Az u szám egész, és nincs m-nél nagyobb prímosztója.
(b) Az u1, …, um egészek mind oszthatók p-vel.
5. A fent definiált f polinomra
{\displaystyle \lim _{p\rightarrow \infty }\int _{0}^{r}f(x)e^{-x}\operatorname {d} x=0}.

## A tétel bizonyítása
Feltesszük indirekt, hogy e algebrai, és minimálpolinomja
{\displaystyle t=c_{0}+c_{1}x+c_{2}x^{2}+\dots +c_{m}x^{m}}.
A {\displaystyle (c_{0}u+c_{1}u_{1}+\dots +c_{m}u_{m})+(c_{1}\varepsilon ^{1}+c_{2}\varepsilon ^{2}+\dots +c_{m}\varepsilon ^{m})=0.}
polinomhoz a 2. lemma szerint elkészítjük az u számot és a g polinomot. A 3. lemma miatt {\displaystyle g(r)=pg_{1}(r)}, ahol p az f-hez használt prím, továbbá
{\displaystyle \varepsilon _{r}=\int _{0}^{r}f(x)e^{-x}\operatorname {d} x=u-e^{-r}g(r)=u-e^{-r}u_{r}},
ahonnan
{\displaystyle e^{r}={\frac {u_{r}+\varepsilon _{r}}{u}}},
ezzel kész a szimultán erős approximáció.
A minimálpolinomba visszahelyettesítve
{\displaystyle 0=t(e)=c_{0}+c_{1}{\frac {u_{1}+\varepsilon ^{1}}{u}}+c_{2}{\frac {u_{2}+\varepsilon ^{2}}{u}}+\dots +c_{m}{\frac {u_{m}+\varepsilon ^{m}}{u}}}
Ha most p > m, akkor a 4. lemma szerint p nem lehet osztója az u egész számnak. Ha p még c0-nál is nagyobb, akkor c0u sem lehet osztható p-vel, így a c0u+c1u1+...+cmum egész számnak sem osztója, tehát ez az összeg nem lehet nulla. Az 5. lemma alapján az c1ε1+...+cmεm összeg abszolút értéke viszont 1/2-nél kisebb, ezért az összeg nem lehet nulla. Ellentmondás.